# Campionato mondiale di hockey su prato femminile 1978

## Formula
10 squadre sono inizialmente state inserite in due gironi composti da 5 squadre ciascuno in cui ogni squadra ha affrontato le altre appartenenti allo stesso girone. Le prime due di ogni gruppo si sono qualificate alle semifinali del torneo a eliminazione diretta, in cui le due vincenti hanno avuto accesso alla finalissima per la medaglia d'oro, mentre le due perdenti hanno disputato la finale 3º-4º posto che ha assegnato la medaglia di bronzo.

## Risultati

### Fase preliminare
Le migliori due squadre di ogni gruppo passano alle semifinali.
|  | Qualificate alle semifinali |
|  | Eliminate                   |

#### Gruppo A
| Squadra        | Pt | PG | V | P | S | GF | GS | Diff.za |
| -------------- | -- | -- | - | - | - | -- | -- | ------- |
| Germania Ovest | 8  | 4  | 4 | 0 | 0 | 22 | 1  | 21      |
| Belgio         | 6  | 5  | 3 | 0 | 2 | 6  | 4  | 2       |
| Spagna         | 4  | 5  | 2 | 0 | 3 | 7  | 12 | -5      |
| Giappone       | 4  | 4  | 2 | 0 | 2 | 6  | 9  | -3      |
| Nigeria        | 0  | 4  | 0 | 0 | 4 | 3  | 18 | -15     |

#### Partite Gruppo A
| Madrid 16 settembre 1978, ore 11:00 UTC+1 Incontro 1 | Nigeria | 1 – 5 referto | Spagna | Madrid Hockey Stadium |

| Madrid 16 settembre 1978, ore 15:00 UTC+1 Incontro 3 | Germania Ovest | 1 – 0 referto | Belgio | Madrid Hockey Stadium |

| Madrid 17 settembre 1978, ore 13:00 UTC+1 Incontro 6 | Spagna | 2 – 1 referto | Giappone | Madrid Hockey Stadium |

| Madrid 17 settembre 1978, ore 15:00 UTC+1 Incontro 7 | Nigeria | 1 – 10 referto | Germania Ovest | Madrid Hockey Stadium |

| Madrid 19 settembre 1978, ore 13:00 UTC+1 Incontro 10 | Belgio | 1 – 0 referto | Nigeria | Madrid Hockey Stadium |

| Madrid 19 settembre 1978, ore 17:00 UTC+1 Incontro 12 | Giappone | 0 – 4 referto | Germania Ovest | Madrid Hockey Stadium |

| Madrid 20 settembre 1978, ore 11:00 UTC+1 Incontro 13 | Giappone | 2 – 1 referto | Nigeria | Madrid Hockey Stadium |

| Madrid 20 settembre 1978, ore 13:00 UTC+1 Incontro 15 | Spagna | 0 – 1 referto | Belgio | Madrid Hockey Stadium |

| Madrid 21 settembre 1978, ore 15:00 UTC+1 Incontro 19 | Belgio | 2 – 3 referto | Giappone | Madrid Hockey Stadium |

| Madrid 21 settembre 1978, ore 17:00 UTC+1 Incontro 20 | Germania Ovest | 7 – 0 referto | Spagna | Madrid Hockey Stadium |

#### Spareggio Gruppo A
| Madrid 22 settembre 1978, ore 13:00 UTC+1 Incontro 21 | Belgio | 2 – 0 referto | Spagna | Madrid Hockey Stadium |

#### Gruppo B
| Squadra     | Pt | PG | V | P | S | GF | GS | Diff.za |
| ----------- | -- | -- | - | - | - | -- | -- | ------- |
| Paesi Bassi | 8  | 4  | 4 | 0 | 0 | 15 | 3  | 12      |
| Argentina   | 6  | 4  | 3 | 0 | 1 | 6  | 4  | 2       |
| India       | 3  | 4  | 1 | 1 | 4 | 7  | 5  | -3      |
| Canada      | 3  | 4  | 1 | 1 | 2 | 4  | 8  | −4      |
| Rep. Ceca   | 0  | 4  | 0 | 0 | 4 | 2  | 9  | −7      |

#### Partite Gruppo B
| Madrid 16 settembre 1978, ore 13:00 UTC+1 Incontro 2 | Argentina | 1 – 0 referto | Canada | Madrid Hockey Stadium |

| Madrid 16 settembre 1978, ore 17:00 UTC+1 Incontro 4 | Paesi Bassi | 4 – 1 referto | India | Madrid Hockey Stadium |

| Madrid 17 settembre 1978, ore 11:00 UTC+1 Incontro 5 | India | 1 – 2 referto | Argentina | Madrid Hockey Stadium |

| Madrid 17 settembre 1978, ore 17:00 UTC+1 Incontro 8 | Rep. Ceca | 1 – 3 referto | Paesi Bassi | Madrid Hockey Stadium |

| Madrid 19 settembre 1978, ore 11:00 UTC+1 Incontro 9 | Argentina | 2 – 1 referto | Rep. Ceca | Madrid Hockey Stadium |

| Madrid 19 settembre 1978, ore 15:00 UTC+1 Incontro 11 | Canada | 1 – 1 referto | India | Madrid Hockey Stadium |

| Madrid 20 settembre 1978, ore 13:00 UTC+1 Incontro 14 | Canada | 0 – 6 referto | Paesi Bassi | Madrid Hockey Stadium |

| Madrid 20 settembre 1978, ore 17:00 UTC+1 Incontro 16 | India | 1 – 0 referto | Rep. Ceca | Madrid Hockey Stadium |

| Madrid 21 settembre 1978, ore 11:00 UTC+1 Incontro 17 | Paesi Bassi | 2 – 1 referto | Argentina | Madrid Hockey Stadium |

| Madrid 21 settembre 1978, ore 13:00 UTC+1 Incontro 18 | Rep. Ceca | 0 – 3 referto | Canada | Madrid Hockey Stadium |

### Classifica dal quinto al decimo posto

#### Nono e decimo
| Madrid 23 settembre 1978, ore 09:00 UTC+1 Incontro 22 | Nigeria | 0 – 4 referto | Rep. Ceca | Madrid Hockey Stadium |

|  | Eliminatorie | Eliminatorie | Eliminatorie |          |        | 5º classificato | 5º classificato | 5º classificato |  |
|  |              |              |              |          |        |                 |                 |                 |  |
|  | India        | India        | 0            |          |        |                 |                 |                 |  |
|  | India        | India        | 0            |          |        |                 |                 |                 |  |
|  | Giappone     | Giappone     | 3            |          |        |                 |                 |                 |  |
|  | Giappone     | Giappone     | 3            |          | Canada | Canada          | 4               |                 |  |
|  |              |              |              |          | Canada | Canada          | 4               |                 |  |
|  |              |              | Giappone     | Giappone | 0      |                 |                 |                 |  |
|  | Spagna       | Spagna       | Giappone     | Giappone | 0      | 0               |                 |                 |  |
|  | Spagna       | Spagna       |              |          |        | 0               |                 |                 |  |
|  | Canada       | Canada       | 3            |          |        | 7º classificato | 7º classificato | 7º classificato |  |
|  | Canada       | Canada       | 3            |          |        |                 |                 |                 |  |
|  |              |              |              |          |        |                 |                 |                 |  |
|  |              |              |              |          |        | Spagna          | Spagna          | 0               |  |
|  |              |              |              |          |        | Spagna          | Spagna          | 0               |  |
|  |              |              |              |          |        | India           | India           | 1               |  |

#### Eliminatorie
| Madrid 23 settembre 1978, ore 11:00 UTC+1 Incontro 23 | India | 0 – 3 referto | Giappone | Madrid Hockey Stadium |

| Madrid 23 settembre 1978, ore 11:00 UTC+1 Incontro 24 | Spagna | 0 – 3 referto | Canada | Madrid Hockey Stadium |

#### Settimo e ottavo
| Madrid 24 settembre 1978, ore 11:00 UTC+1 Incontro 27 | Spagna | 0 – 1 referto | India | Madrid Hockey Stadium |

#### Quinto e sesto
| Madrid 24 settembre 1978, ore 11:00 UTC+1 Incontro 28 | Canada | 4 – 0 referto | Giappone | Madrid Hockey Stadium |

### Fase a eliminazione diretta

#### Tabellone
|  | Semifinali     | Semifinali     | Semifinali     |                |             | Finale          | Finale          | Finale          |  |
|  |                |                |                |                |             |                 |                 |                 |  |
|  | Germania Ovest | Germania Ovest | 1              |                |             |                 |                 |                 |  |
|  | Germania Ovest | Germania Ovest | 1              |                |             |                 |                 |                 |  |
|  | Argentina      | Argentina      | 0              |                |             |                 |                 |                 |  |
|  | Argentina      | Argentina      | 0              |                | Paesi Bassi | Paesi Bassi     | 1               |                 |  |
|  |                |                |                |                | Paesi Bassi | Paesi Bassi     | 1               |                 |  |
|  |                |                | Germania Ovest | Germania Ovest | 0           |                 |                 |                 |  |
|  | Paesi Bassi    | Paesi Bassi    | Germania Ovest | Germania Ovest | 0           | 6               |                 |                 |  |
|  | Paesi Bassi    | Paesi Bassi    |                |                |             | 6               |                 |                 |  |
|  | Belgio         | Belgio         | 0              |                |             | Finale 3º posto | Finale 3º posto | Finale 3º posto |  |
|  | Belgio         | Belgio         | 0              |                |             |                 |                 |                 |  |
|  |                |                |                |                |             |                 |                 |                 |  |
|  |                |                |                |                |             | Argentina       | Argentina       | 0 (2)           |  |
|  |                |                |                |                |             | Argentina       | Argentina       | 0 (2)           |  |
|  |                |                |                |                |             | Belgio          | Belgio          | 0 (3)           |  |

#### Semifinali
| Madrid 23 settembre 1978, ore 13:00 UTC+1 Incontro 25 | Germania Ovest | 1 – 0 referto | Argentina | Madrid Hockey Stadium |

| Madrid 23 settembre 1978, ore 15:00 UTC+1 Incontro 26 | Paesi Bassi | 6 – 0 referto | Belgio | Madrid Hockey Stadium |

#### Finale per il terzo posto
| Madrid 24 settembre 1978, ore 15:00 UTC+1 Incontro 29 | Argentina      | 0 – 0 referto               | Belgio | Madrid Hockey Stadium |
| \| \| \| \| \| \| Shootout 2 – 3 \| \|                |                |                             |        |                       |
|                                                       |                |                             |        |                       |
| Segnato · Segnato · Sbagliato                         | Shootout 2 – 3 | Segnato · Segnato · Segnato |        |                       |

#### Finale
| Madrid 24 settembre 1978, ore 17:00 UTC+1 Incontro 30 | Paesi Bassi | 1 – 0 referto | Germania Ovest | Madrid Hockey Stadium |

| Campione del mondo di Hockey su prato femminile del 1978 |
| -------------------------------------------------------- |
| Paesi Bassi 2º titolo                                    |

## Squadra vincitrice
| Giocatore                 | Status     |
| ------------------------- | ---------- |
| Toos Bax                  | Giocatrice |
| Suzan Bekker              | Giocatrice |
| Madelon Belien            | Giocatrice |
| Margriet Bleyerveld       | Giocatrice |
| Fieke Boekhorst           | Giocatrice |
| Det de Beus               | Portiere   |
| Irene Hendriks            | Giocatrice |
| Elsemiek Hillen           | Giocatrice |
| Sandra Le Poole           | Giocatrice |
| Julien Mahler             | Giocatrice |
| Maria Mattheussen-Fikkers | Giocatrice |
| Lisette Sevens            | Capitano   |
| Anneke van Puffelen       | Giocatrice |
| Nel van Kollenburg        | Giocatrice |
| Sophie van Weiler         | Giocatrice |
| Cathy Woudenberg-Schroder | Giocatrice |

## Statistiche

### Classifica finale
| Classifica | Nazionale      |
| ---------- | -------------- |
| Oro        | Paesi Bassi    |
| Argento    | Germania Ovest |
| Bronzo     | Belgio         |
| 4          | Argentina      |
| 5          | Canada         |
| 6          | Giappone       |
| 7          | India          |
| 8          | Spagna         |
| 9          | Rep. Ceca      |
| 10         | Nigeria        |